# Albatros B.I
El Albatros B.I y su variante B.II fue un avión de reconocimiento alemán diseñado y fabricado por la firma Albatros Flugzeugwerke en 1913 y que estuvo en servicio con las Luftstreitkräfte durante la Primera Guerra Mundial. También fue operado por la Kaiserliche Marine como avión de reconocimiento marítimo; para ello fue dotado de flotadores recibiendo la designación W.I. Estuvo en servicio en primera línea hasta 1915-1916. Antes de ser dado de baja, se convirtió en avión de entrenamiento básico y comunicaciones en las etapas finales de la guerra.

## Operadores
Imperio austrohúngaro
- Luftfahrtruppen

 Imperio alemán
- Luftstreitkräfte
- Kaiserliche Marine

 Países Bajos
 Polonia
- Fuerza Aérea Polaca. En posguerra

 Turquía

## Especificaciones técnicas (Albatros B.I)
Referencia datos: Enciclopedia Ilustrada de la Aviación: Vol.1 - pag. 195. Edit. Delta, Barcelona. 1982 ISBN 84-85822-29-3

### Características generales
- Tripulación: 2 (piloto y observador)
- Longitud: 8,57 m
- Envergadura: 14,50 m
- Altura: 3,15 m
- Superficie alar: 43 m² (462,9 ft²)
- Peso vacío: 747 kg
- Peso máximo al despegue: 1 080 kg
- Planta motriz: 1× lineal de 6 cilindros refrigerado con agua Mercedes D.I.
  - Potencia: 75 kW (103 HP; 102 CV)
- Hélices: 1× bipala por motor.

### Rendimiento
- Velocidad nunca excedida (Vne): 105 km/h
- Alcance: 4 h aprox.
- Régimen de ascenso: trepada a 800 m en 10 min

### Desarrollos relacionados
- Albatros B.II
- Albatros B.III
- Albatros C.III
- Lebed XI
- Lebed XII

### Listas relacionadas
- Anexo:Biplanos